# Paloma (telenovela)
Paloma é uma telenovela mexicana produzida por Ernesto Alonso para a Televisa e exibida pelo El Canal de las Estrellas em 1975.
Foi protagonizada por Ofelia Medina e Andrés García e antagonizada por Bertha Moss.

## Sinopse
Paloma Romero é uma menina humilde que trabalha como camareira para pagar seus estudos de direito. Ela é  única que sustenta sua casa, onde vive seu pai Gustavo, um advogado alcoólatra que foi forçado a deixar seu emprego por causa de seu vício e seu irmão Gabriel, desobediente e preguiçoso. Paloma conhece um cliente enquanto trabalha, Daniel Márquez, que se apaixona por ela, pensando que ele é pobre como ela, mas a realidade é que ele é muito rico e vive com sua mãe Catalina, uma mulher manipuladora e possessiva. Um dia Gustavo traz Gloria uma mulher sozinha e sem um lugar para viver, uma vez que acaba de ser libertada da prisão depois de ter sido condenada pelo assassinato de um homem, mas ela jura que não o matou. Gabriel não confia no inquilino porque suspeita que ela é a amante de seu pai. Paloma sente lástima pela mulher e termina encarinhando-se con ela, sem suspeitar que ela é sua verdadeira mãe e que o homem que supostamente matou é o pai de Daniel e por tanto marido da malvada Doña Catalina.

## Elenco
- Ofelia Medina - Paloma Romero
- Andrés García - Daniel Márquez Robles
- Bertha Moss - Doña Catalina Robles vda. de Márquez
- Carmen Montejo - Gloria Nava
- Aarón Hernán - León Gustavo Romero
- Enrique Novi - Gabriel Romero
- Lucía Méndez - Blanca Rosa Ballesteros
- Frank Moro - Raúl Santos
- Teresa Velázquez - Eugenia Montaño
- Héctor Bonilla - Alejandro
- Lupita D'Alessio - Dora Luz Márquez
- Anel - Margarita
- July Furlong - Isabel
- Rita Macedo - Teresa
- Juan Peláez - Eladio Santibañez
- Ariadna Welter - Mina Ballesteros
- Oscar Morelli - Lic. Adalberto Gil
- Antonio Passy - Sarabia
- Lina Michel - Michelle
- Maria Sorté - Anita
- Alfonso Meza - Federico Miranda
- Gerardo del Castillo - Lic. Galán
- Héctor Sáez - Carlos Galindo
- Humberto Osuna - Dr. Galicia
- Olga Morris - Lili
- Daniel Santallucia - Ernesto Ballesteros
- Mario Sauret - Domínguez